# Lazo amarillo

Ilustración de un lazo amarillo.

El lazo amarillo es un símbolo que consiste en una tira de tela amarilla cuyos dos extremos están cruzados. A lo largo de la historia, se ha utilizado para diversas reivindicaciones.

## Usos internacionales

### Endometriosis
El lazo amarillo se utiliza internacionalmente como muestra de apoyo a las afectadas por la endometriosis y a sus familiares. Es el símbolo del Día Mundial contra la Endometriosis.

### Mundo anglófono
Una de las referencias más conocidas a los lazos amarillos proviene de la canción tradicional inglesa She Wore a Yellow Ribbon («Ella llevaba un lazo amarillo»), que se dio a conocer de distintas maneras a lo largo de cuatro siglos, y que llegó a los Estados Unidos a través de los colonos ingleses.

### Prevención del suicidio
Se utiliza con el objetivo general de crear conciencia acerca de la prevención del suicidio en todo el mundo, especialmente durante el Día Mundial para la Prevención del Suicidio. también puede acompañarse de un corazón, simbolizando a los sobrevivientes de suicidio. En algunos países se utiliza un lazo naranja.

## Usos por país
Además de los usos internacionales ya mencionados, el lazo amarillo se ha empleado de diversas maneras según el país (o región) y momento histórico.

### Alemania
En Alemania, el lazo amarillo se emplea como muestra de apoyo a las fuerzas armadas.

### Australia
En Australia, el grupo Save Albert Park («Salvemos el Albert Park») colgó lazos amarillos de los árboles del parque en señal de protesta.
En 2009, se utilizó en solidaridad con los afectados por los incendios forestales ocurridos en el estado de Victoria en febrero de ese año.
El 16 de septiembre de 2012, el lazo amarillo fue adoptado para apoyar unilateralmente a los bomberos voluntarios del estado de Queensland. Un mes después, se ratificó su uso en el hansard del gobierno estatal en la primera sesión de la 54.ª legislatura.

### Canadá
En Canadá, el uso del lazo amarillo no está documentado hasta la Primera Guerra Mundial, cuando las madres y esposas de los soldados canadienses empezaron a utilizarlos como símbolo de esperanza en los soldados. Este uso se mantuvo durante la Segunda Guerra Mundial.

### España

#### Guerra de Sucesión

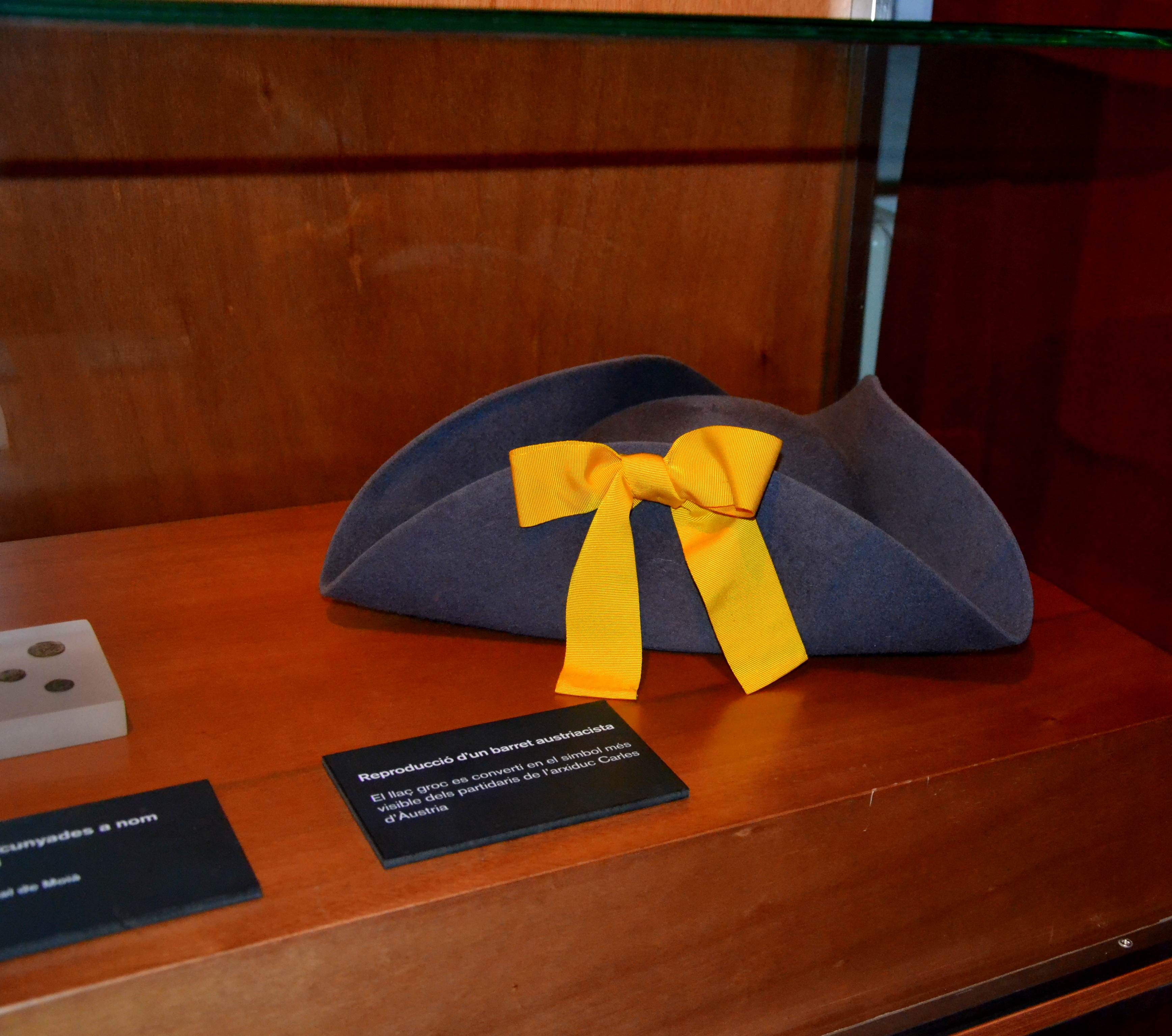
Reproducción de un supuesto sombrero austracista con lazo amarillo.

La primera referencia conocida al uso de escarapelas amarillas en Cataluña se remonta a 1704, cuando el virrey de Cataluña Francisco Antonio Fernández de Velasco y Tovar prohibió su uso partidista durante la Guerra de Sucesión, para evitar la publicidad del bando que las usaba "creando discordias entre las familias".

#### Espina bífida

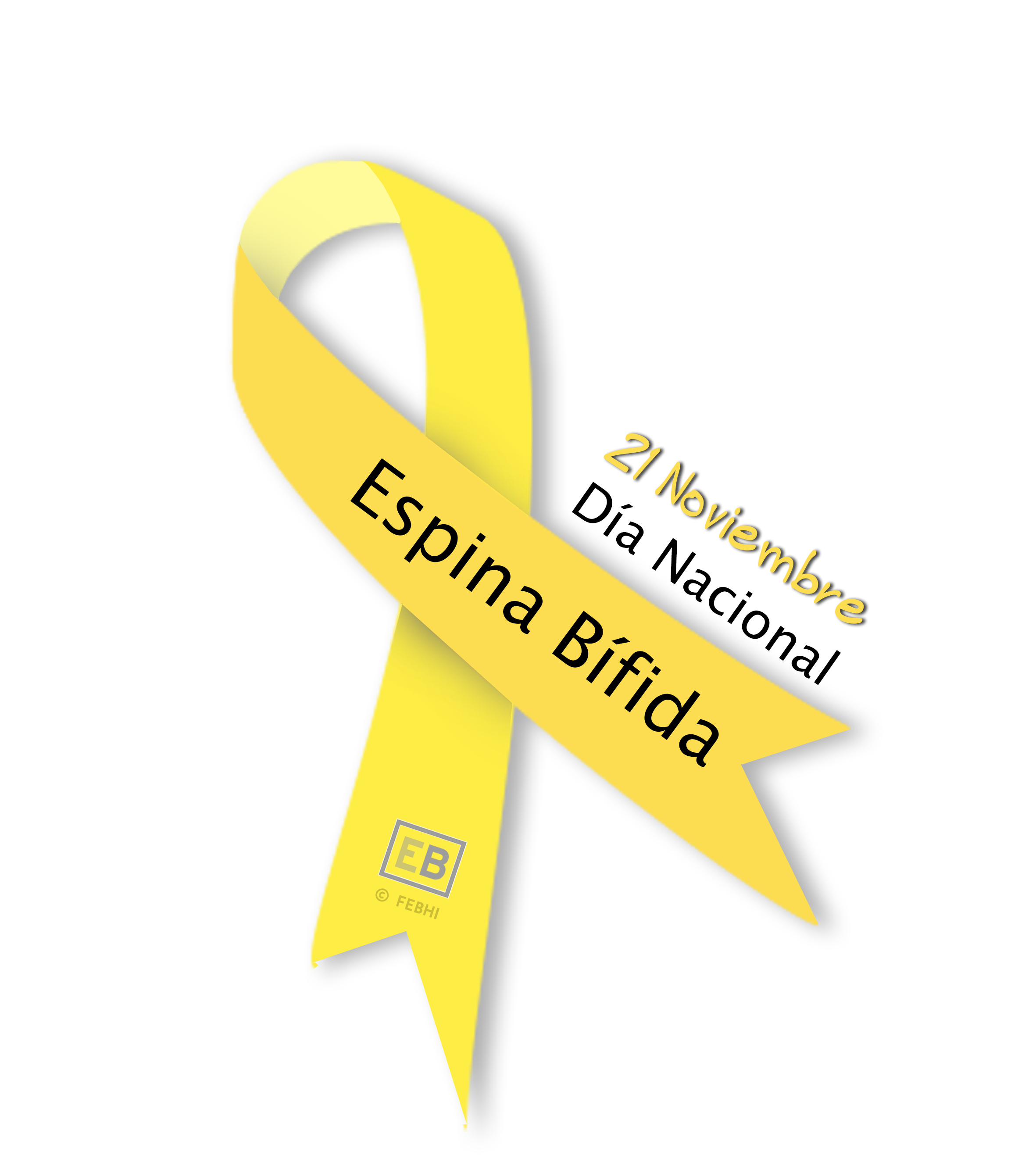
Lazo amarillo de la Espina Bífida de FEBHI

En España se empezó a utilizar el 21 de noviembre de 2013, tras las campañas lanzadas en Argentina, Sudáfrica, Guatemala, Paraguay y Reino Unido en años anteriores, con motivo del Día Nacional de la Espina Bífida.
En el 2014, FEBHI y sus asociaciones impulsaron la campaña #milazoporlaEB. Las redes sociales se llenaron de vídeos y fotos de personas con lazos amarillos en muestra de apoyo por esta patología.

#### Proceso soberanista catalán
Durante el proceso soberanista de Cataluña de 2012-2018, sectores secesionistas catalanes quisieron promoverlo como un símbolo más del proceso, sin demasiado éxito. De esta manera, para reivindicar el derecho de autodeterminación de Cataluña, los senadores de Convergència i Unió lucieron lazos amarillos en octubre de 2014.

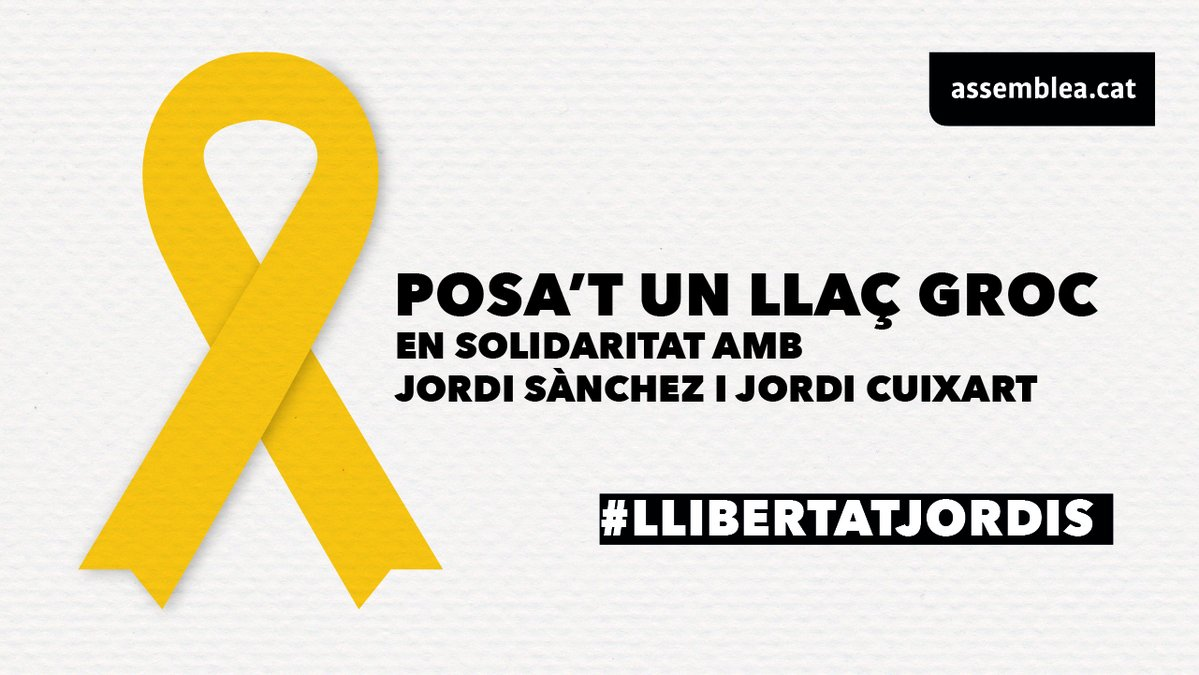
Cartel de la Asamblea Nacional Catalana pidiendo ponerse un lazo amarillo en solidaridad con Jordi Sànchez y Jordi Cuixart.

El 16 de octubre de 2017, día en que fueron encarcelados Jordi Sànchez y Jordi Cuixart, las entidades secesionistas Asamblea Nacional Catalana y Òmnium Cultural pidieron hacer uso de lazos amarillos para reivindicar la liberación de los políticos catalanes encarcelados.
Desde que organizaciones secesionistas catalanas promovieron su uso el 16 de octubre de 2017, se han producido diversos actos reivindicativos en los que se han mostrado lazos amarillos de una manera o de otra: lazos pequeños para llevar en la ropa, lazos gigantes desplegados en lugares públicos, sillas vacías con lazos o gente vestida de amarillo y agrupada en forma de lazo en concentraciones.
«Ante el debate absoluto entre el discurso antidemocrático indepe de los 'políticos presos' y el español de 'políticos presos', se creó un enfrentamiento moral que se fijó con el color amarillo. Todos los que sostenía que había gente encarcelada por su opinión y no por sus ideas se pusieron el lazo amarillo y, si no, una prenda de ese color. Los contrarios, lentamente, empezaron a cabrearse y responder, no con el lazo o un símbolo propio, sino con la eliminación directa (o con rojo-rojo, para hacer una enseña española».
El 24 de noviembre de 2017, la Junta Electoral Central acordó, a instancia del PSC, impedir a los interventores, apoderados y miembros de las mesas electorales de las elecciones al Parlamento de Cataluña de 2017 llevar lazos amarillos. Esta decisión desencadenó una campaña animando a usar el color amarillo en las redes sociales como protesta.
El 3 de septiembre de 2018  el Defensor del Pueblo Francisco Fernández Marugán reclamó la retirada de los lazos amarillos de los edificios públicos de Cataluña.
El 19 de marzo de 2019 la Junta Electoral Central considera que, en periodo electoral, la exhibición de lazos y otros símbolos independentistas no es compatible con el principio de neutralidad exigido a las instituciones y le da al presidente de la Generalitat, Quim Torra, 24 horas para retirarlos de todos los edificios públicos de Cataluña.

#### Día Internacional de la concienciación sobre los efectos del ruido
En el año 2016 y con motivo del día internacional de la concienciación sobre los efectos del ruido, por parte del Observatorio del Ruido y Abogado del Ruido se procedió a realizar campañas informativas en redes sociales, inundándolas de lazos amarillos y contra el ruido. El lema de dicha campaña que en la actualidad se desarrolla todos los últimos miércoles del mes de abril tiene como lema "Contra el ruido, el amarillo".

### China
En China, el lazo amarillo conmemora el hundimiento del Dong Fang Zhi Xing el 1 de junio de 2015, en el que fallecieron 442 personas.

### Corea del Sur

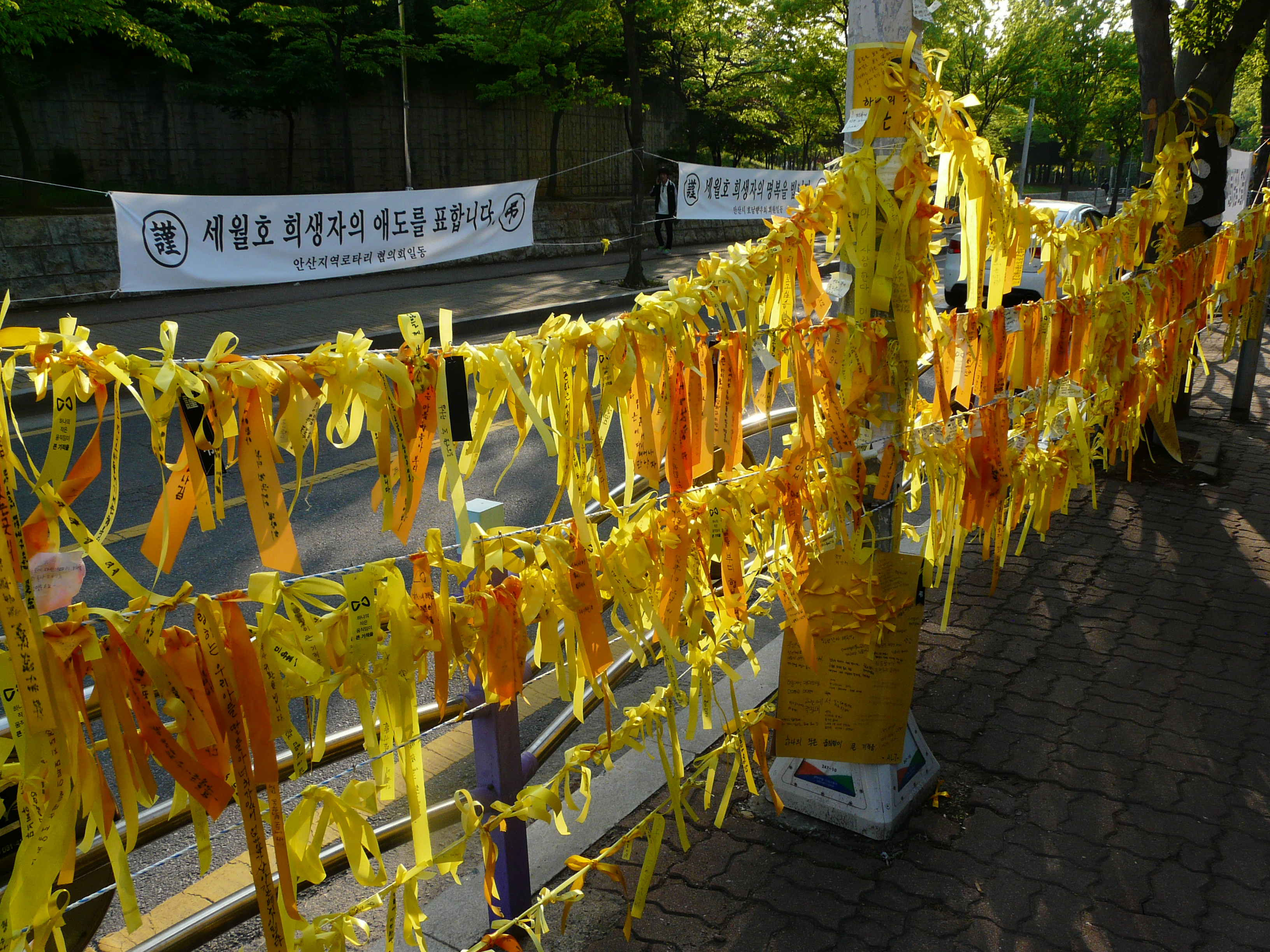
Lazos amarillos en Corea del Sur.

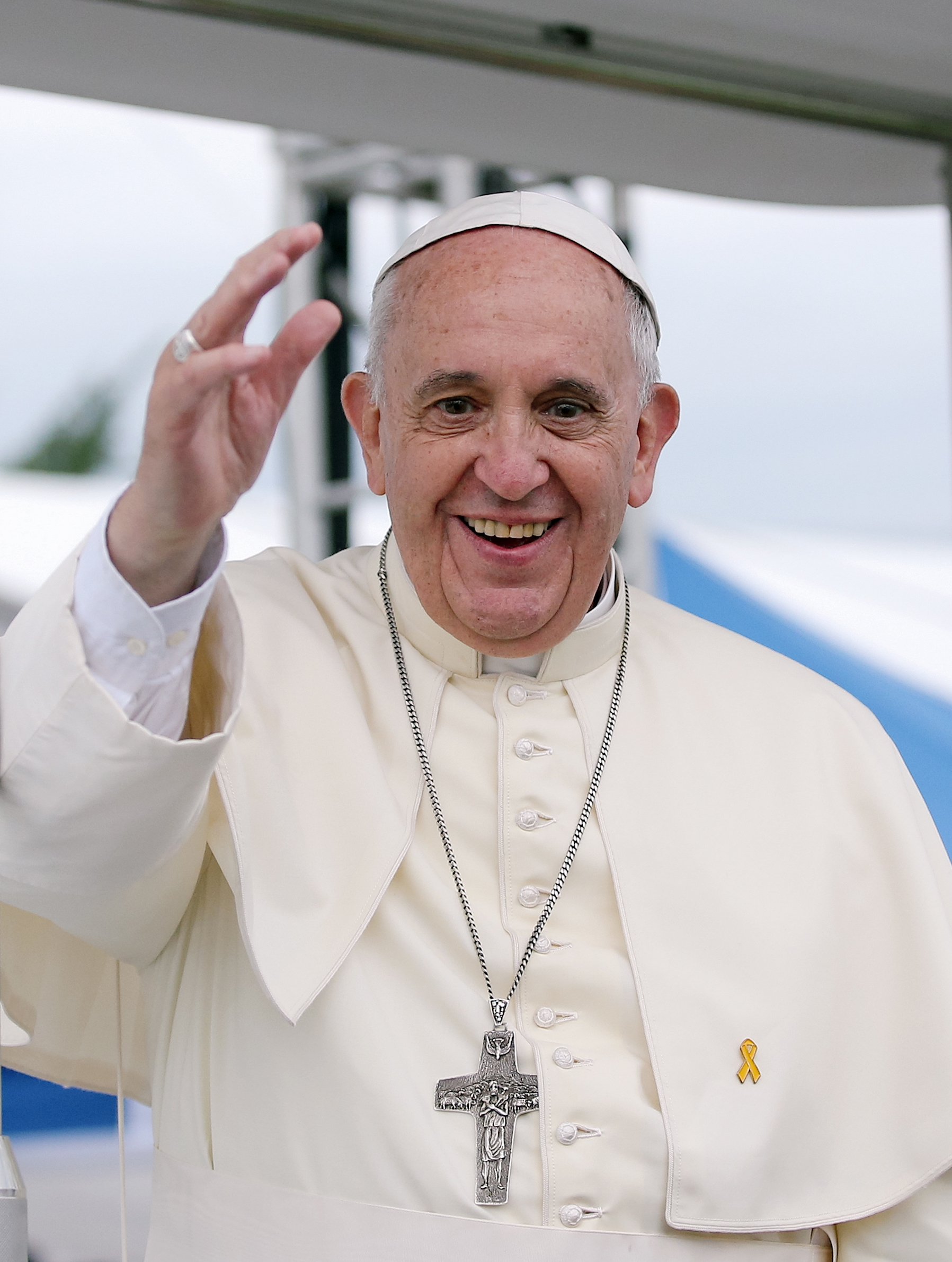
El papa Francisco luciendo un lazo amarillo durante su visita a Corea del Sur en 2014.

En Corea del Sur, el lazo amarillo es un símbolo que rememora a las víctimas del hundimiento del MV Sewol en 2014, en el que murieron 304 personas.

### Estados Unidos
En el año 1973, el grupo Dawn y el cantante Tony Orlando editaron la canción Tie a Yellow Ribbon Round the Ole Oak Tree, que se volvió muy popular en Estados Unidos. Aparentemente inspirada en un soldado que vuelve a casa, la cinta amarilla significaría la nostalgia por una persona querida ausente.
Posteriormente, durante la crisis de los rehenes en Irán, el lazo amarillo se utilizó como símbolo de apoyo a los rehenes estadounidenses en el contexto de la campaña Tie A Yellow Ribbon ("Ata un lazo amarillo"), que promovía atar cintas amarillas de los árboles en los espacios públicos. Durante la Guerra del Golfo, se emplearon para apoyar al ejército estadounidense, pero esta vez no solo en forma de cintas colgadas de los árboles, sino de muchas más maneras.

### Indonesia
En Indonesia, el lazo amarillo simboliza la solidaridad con las víctimas de la Revolución indonesia de 1998.

### Italia
En Italia, el lazo amarillo es una muestra de solidaridad con los prisioneros de guerra.

### Israel
A partir de agosto de 2008, en la región de Galilea, en el norte de Israel, se ataron cintas amarillas a los espejos laterales izquierdos de los automóviles civiles como símbolo de la esperanza de los israelíes de liberar al soldado israelí Gilad Shalit, que estaba encarcelado en la Franja de Gaza por Hamás. Shalit nació y creció en el pequeño pueblo de Mitzpe Hila de la zona. Desde entonces fue liberado y devuelto a Israel.
Después del ataque de Hamás a Israel en 2023, las familias de los rehenes tomados en Gaza lanzaron un proyecto de reparto de cintas amarillas en las calles de Israel. Más tarde, israelíes y judíos de todo el mundo comenzaron a atar cintas amarillas en las calles para pedir que los rehenes regresen a casa.

### Japón
La medalla de honor de Japón utiliza una cinta amarilla para reconocer a los profesionales que se han convertido en modelos públicos.

### Singapur
El gobierno de Singapur impulsó el Proyecto Lazo Amarillo como una iniciativa para dar una segunda oportunidad a los exconvictos. Durante septiembre, se hacen campañas para pedir a la gente que lleve un lazo amarillo en la camisa o camiseta para apoyar la reintegración social de los que han estado en la cárcel.